# Amélia Janny
Amélia Janny (Coimbra, 25 de Fevereiro de 1842 — Coimbra, 19 de Março de 1914) foi uma poetisa parnasiana do final do século XIX, formalmente perfeita, muito apreciada por Teixeira de Pascoaes e António Feliciano de Castilho. Foi contemporânea de João de Deus, que lhe dedicou um poema. Era referida pelos seus admiradores como a última romântica, mas Ramalho Ortigão, em As Farpas, apelidou-a jocosamente de cisne do Mondego.

## Biografia
Oriunda pelo lado paterno de famílias de Ponte de Lima, era filha, havida fora de casamento e quando o pai ainda era estudante em Coimbra, de António Correia Caldeira (1815 - 1876), primo-sobrinho do Cardeal Saraiva, de quem foi herdeiro, e mais tarde político e lente da Universidade de Coimbra e de Maria Herculana da Silva e Veiga, que casou depois com o médico Raimundo Francisco da Gama. Um seu tio paterno foi o poeta Luís Correia Caldeira.
Desde muito jovem demonstrou uma invulgar tendência para a poesia, conseguindo, com apenas 14 anos de idade, ingressar nos círculos literários do tempo. Este ingresso fez-se pela mão do escritor e poeta António Xavier Rodrigues Cordeiro, que a apresentou a António Feliciano de Castilho e, por intermédio deste, aos círculos intelectuais de Coimbra. Louvada e admirada pelos poetas desse tempo, foi mesmo presenteada com um retrato à pena da autoria de Bordalo Pinheiro.
A partir da década de 1860 passou a ser figura central das manifestações académicas e culturais de Coimbra, colaborando como poetisa, autora de peças para teatro e como conferencista, com destaque para a sua participação nas atividades do Instituto de Coimbra e da Associação dos Artistas de Coimbra. Considerada um grande talento, destacou-se na declamação de poesia, gozando de grande prestígio social.
Por ocasião das celebrações do Centenário de Camões, em 1880, recitou poesia no Teatro Académico de Coimbra, apresentando a sua obra intitulada Pátria, a qual foi distribuída pelos espectadores.
Na área da imprensa conhecem-se algumas colaborações suas nas revistas Ave azul (1899-1900), A Mulher   (1879), Ribaltas e Gambiarras  (1881)  e na Semana de Lisboa (1893-1895) e ainda no semanário Azulejos  (1907-1909).
Deixou uma vasta obra poética dispersa em múltiplos periódicos e diversos opúsculos impressos para festas e eventos culturais, incluindo os poemas Pátria e O Médico, este último uma homenagem ao Dr. Raimundo Gama. Foi premiada em diversos concursos literários e foi agraciada com o colar do Instituto de Coimbra. Foi sócia de diversas academias e agremiações, entre as quais o Retiro Literário Português, do Rio de Janeiro, o Grémio Literário do Pará, a Associação dos Artistas de Coimbra e a Associação Filantrópica Académica. Alguns dos seus poemas estão publicados no Cancioneiro de Coimbra. Em 2003 a Câmara Municipal de Coimbra editou as obras completas de Amélia Janny, numa coletânea de Manuel Zolino da Silva Figueiredo intitulada Amélia Janny: Miscelânea Poética.
O Município de Coimbra deu o seu nome a uma das artérias de Coimbra: a Rua Amélia Janny na freguesia de Santo António dos Olivais.